# Diabły

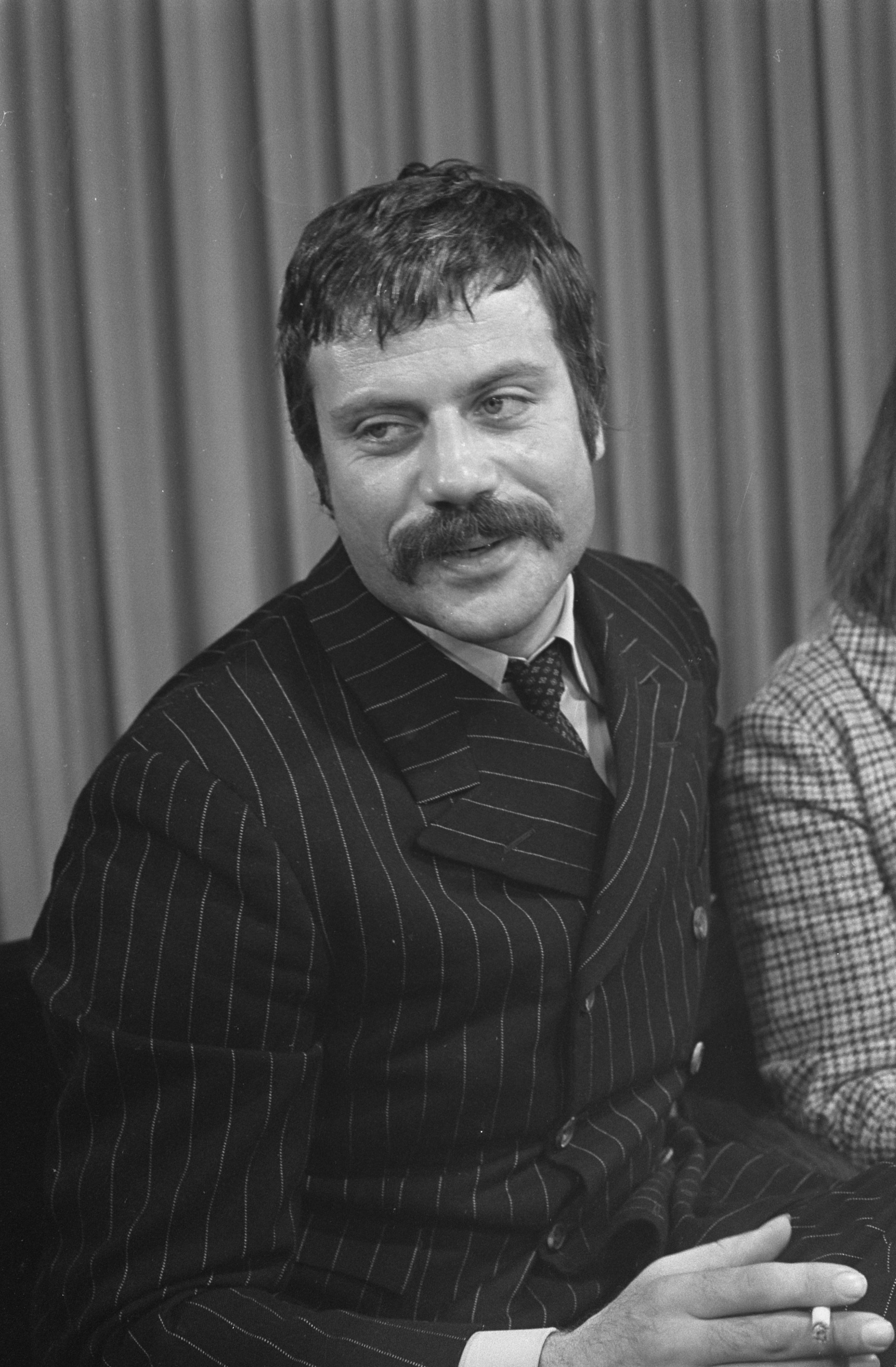
Odtwórca głównej roli męskiej, Oliver Reed.

Diabły (tytuł oryg. The Devils) – brytyjski dramat historyczny powstały w 1971 roku. Napisany i wyreżyserowany przez Kena Russella, obraz oparty jest na kanwie książki Diabły z Loudun autorstwa Aldousa Huxleya oraz na motywach sztuki Johna Whitinga The Devils.
Film przedstawia losy autentycznej postaci, XVII-wiecznego księdza katolickiego Urbaina Grandiera, który w związku z rzekomymi opętaniami w Loudun i obłędem władz skazany został na tortury i ostatecznie zginął, spalony na stosie. W rolę Grandiera wcielił się Oliver Reed. Partnerowała mu Vanessa Redgrave, występująca jako tłumiąca popędy seksualne zakonnica, przypadkiem odpowiedzialna za zgubę duchownego.
Projekt spotkał się z mocną cenzurą, ze względu na niepokojący klimat, brutalność i wymowną erotykę poszczególnych scen oraz wątki profanacji symboli religijnych. W latach 70. w Wielkiej Brytanii i Stanach Zjednoczonych organy badające treści dzieł filmowych przyznały Diabłom kategorię „X” − najcięższą w skali cenzorów, przypisywaną obrazom pornograficznym. W wielu krajach publikacja dramatu została zakazana, w innych na rzecz dystrybucji wycięto kilka minut scen. Do dziś Diabły są filmem kontrowersyjnym i wąsko dystrybuowanym. W Polsce, film był objęty cenzurą aż do upadku komunizmu. Film po raz pierwszy pokazano w 1990 roku.
Opinie krytyków i widzów w okresie wydania filmu, jak i późniejszych latach były rozbieżne. Judith Crist nazwała obraz „festynem dla sadystów i zboczeńców”, a Derek Malcolm skwitował go mianem „bardzo złego”. Filmoznawcy Mark Kermode i Alex Cox wskazali Diabły jako jeden z najważniejszych obrazów światowej kinematografii”. W serwisie Rotten Tomatoes, agregującym recenzje filmowe, projekt Russella uzyskał osiemdziesiąt dziewięć procent pozytywnych głosów. Film uhonorowano także kilkoma nagrodami, w tym podczas Międzynarodowego Festiwalu w Wenecji.

## Obsada
- Oliver Reed − Urbain Grandier
- Vanessa Redgrave − siostra Jeanne
- Dudley Sutton − Baron de Laubardemont
- Max Adrian − Ibert
- Gemma Jones − Madeleine
- Murray Melvin − Mignon
- Michael Gothard − ojciec Barre
- Georgina Hale − Philippe
- Brian Murphy − Adam
- John Woodvine − Trincant
- Christopher Logue − Kardynał Armand Jean Richelieu
- Kenneth Colley − Legrand
- Graham Armitage − Ludwik XIII

## Nagrody i wyróżnienia
| Rok  | Nagroda                                                        | Kategoria                                        | Odbiorca    |
| ---- | -------------------------------------------------------------- | ------------------------------------------------ | ----------- |
| 1971 | Międzynarodowy Festiwal Filmowy w Wenecji Nagroda Pasinetti    | Najlepszy film zagraniczny                       | Ken Russell |
| 1972 | National Board of Review                                       | Najlepsza reżyseria (także za Boy Friend z 1971) | Ken Russell |
| 1972 | Italian National Syndicate of Film Journalists Srebrna Wstążka | Najlepszy reżyser zagraniczny                    | Ken Russell |